# かばん語
かばん語（かばんご、英: portmanteau word）または混成語（こんせいご、blend）とは、複数の語のそれぞれの一部を組み合わせて作られた語。混合語、混交語、または合成語とも呼ばれる。合成語と似ているが、合成語が語の語基を完全に保って2語を組み合わせたものであるのに対し、かばん語は語の一部分同士を組み合わせる点で異なる。“smoke”（煙）+“fog”（霧）→“smog”（スモッグ）などがある。英語を借用してポートマントーとも呼ばれる。

## 語源

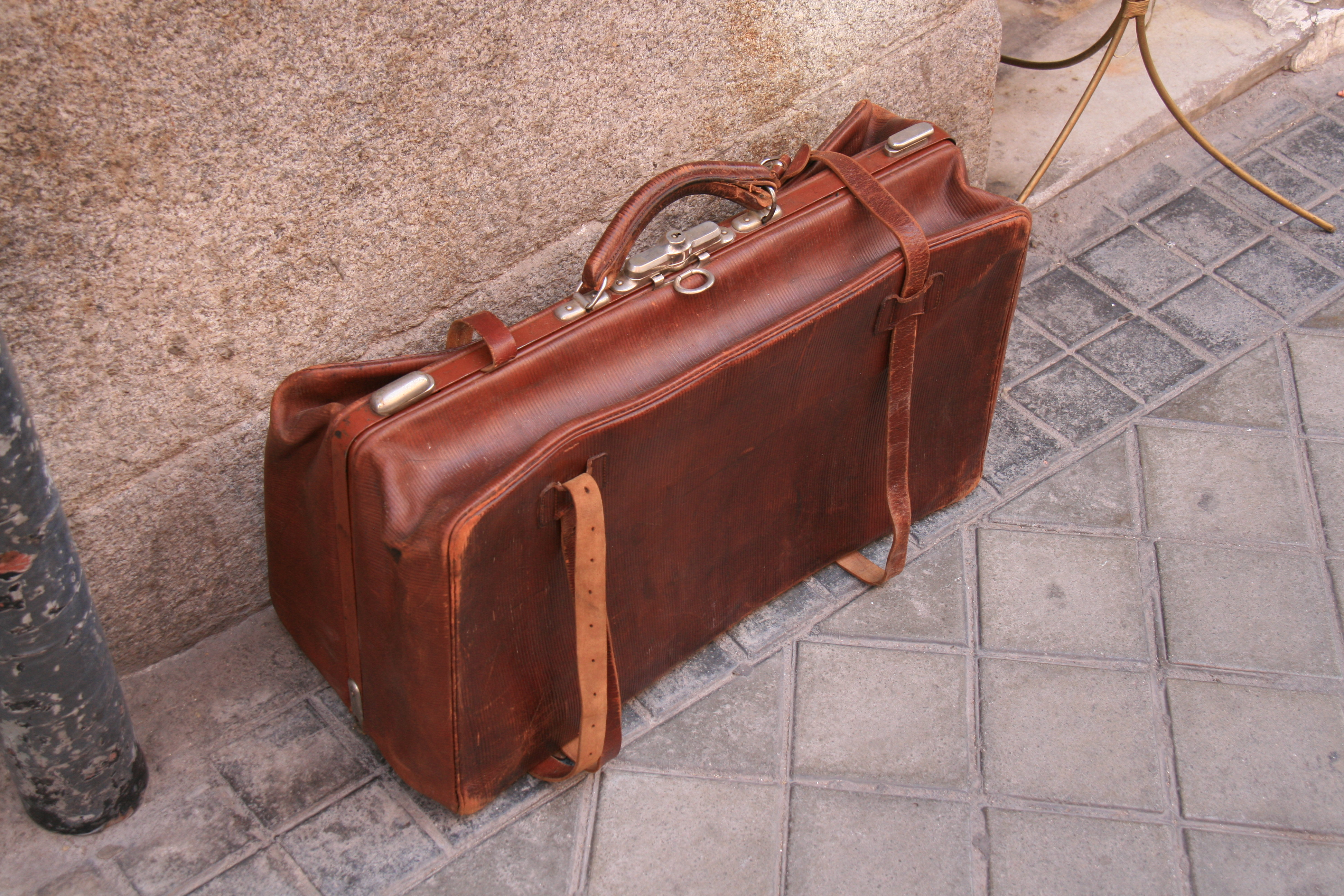
カバンの「ポートマントー」の例

「かばん語」という言葉は、ルイス・キャロルが『鏡の国のアリス』の作中において、一群の造語を「portmanteau」という両開きタイプの旅行カバンに関連付けて紹介したことに由来する。作中でハンプティ・ダンプティは以下のように発言している。
「さよう、粘滑（slithy）とは、滑らかで粘っこい（lithe and slimy）様子じゃ。この言葉は旅行カバン（portmanteau）のようじゃろう — 2つの意味が、1つの言葉に詰め込まれておる」
キャロルはこのようなかばん語を、ハンプティ・ダンプティがアリスに説明する「ジャバウォックの詩」を代表とする自作の詩の中に、ユーモラスな効果を狙って使用した。
英語においては、 これらの単語を示す本来の用語は（1990年代初頭に出版された辞書に記載されている通り）「portmanteau word」であったが、かばん語という用語と、かばん語が指し示す用語の形式が広く一般に用いられるようになり、この用語は単純に「portmanteau」と省略されるようになった。さらにこの形式の旅行カバンが廃れてからは、英語で「portmanteau」という用語が本来の意味で使用される事は滅多に無くなった。

## 用法
かばん語は、おどけた印象を与えるために意図して作られることが多い。他方で、今までは語がなかった事物を表現するために新語として作られることも多く、現代に定着しているものも少なくない。また、新しく地名を作り出す際も含まれる領域の旧称を用いて、混淆の要領で作られることもあり、これは合成地名と呼ばれている。

## 実例

### 日本語
日本語、殊に大和言葉においては、正規の語法として用いられることは少ない。かなり古くから用いられた例として「やぶく」（「やぶる」と「さく」から）、「とらまえる」（「とらえる」と「つかまえる」から）などがあるが、これらは誤って二つの単語が混同されたものとして扱われることが多い。近年のものとしては「微苦笑」（「微笑」と「苦笑」から。久米正雄の造語）や、特に商品名に多く用いられている。「熱さまシート」（熱さまし＋シート、小林製薬）、「ネスプレッソ」（ネスレ＋エスプレッソ）などがこれにあたる。また、交雑によって生まれた生物の表現として「チワックス(チワワとダックスフントのミックス)」や「レオポン(ヒョウの父親とライオンの母親を持つもの)」などもある。
『日本国語大辞典』に挙げられている混成語には、以下などがある。
- にらみる←「睨む」＋「見る」
- なまらはんじゃく←「生半尺」＋「中ら半尺」
- やぶく←「破る」＋「さく」
- とらまえる←「捉える」＋「捕まえる」
- いやこしい←「いやらしい」＋「ややこしい」
- うらがえしま←「裏返し」＋「さかしま」
- さるじっこう←「サルスベリ」＋「百日紅」
- キネオラマ←「キネマ」＋「パノラマ」
- テレソン←「テレヴィジョン」＋「マラソン」
- ぼくにんげん←「朴念仁」＋「人間」
- ようやっと←「ようやく」＋「やっと」
- レタックス←「レター」＋「ファックス」

昆虫のコロギスも混成語である。

### 外来語
- スモッグ（smog）←「smoke（煙）」+「fog（霧）」[11]

## 構成
混成語は、以下の手法の内のいずれかにより作成される。
1. 上記の「slithy」のように、原型となる各単語成分の発音の一部が、各語の意味のほとんどを保存したまま混合される。この手法はルイス・キャロルの好むところであり、他の手法はほとんど使用していない。
2. 「breakfast」（朝食）と「lunch」（昼食）で「brunch」（ブランチ）のように、第一の語の前半と第二の語の後半が連結される。この手法は混成語を作成する最も基本的な手法である。
3. 両方の単語成分が共通する文字や発音の配列を有している。作成されるかばん語は、第一の語の前半と共通部分、第二の語の後半から構成される。この手法で生成される混成語は少数である。